# ゾラン・クネジェヴィッチ
ゾラン・クネジェヴィッチ（Zoran Knežević ： Зоран Кнежевић、1949年8月23日 - ）はオシエク生まれのセルビアの天文学者である。小天体の運動の分野の研究に貢献した。2002年の時点でベオグラード天文台の台長でありセルビア天文委員会(Serbian National Astronomy Committee)
の会長である。
エドワード・ボーエルが発見した小惑星(3900)クネジェヴィッチに命名されている。